# Icheon Sangmu FC
Der Icheon Sangmu FC war ein Fußballfranchise aus der Stadt Icheon in Südkorea. Der Verein spielte in der Korea National League, der dritthöchsten Spielklasse Südkoreas. Der Verein fungierte als Zweite Mannschaft von Gwangju Sangmu FC und war wie Gwangju selber ein Militärverein, in welchem Wehrpflichtige Spieler tätig waren.

## Geschichte

### Gründung und KNL-Eintritt (1999–2002)
Gegründet wurde der Verein am 6. Mai 1999 als Sangmu FC. Der Verein spielte bis Ende 2002 in der KSPF-League, der bis dahin Halbprofiliga. Der Verein konnte in diesen Wettbewerb keinen bedeutsamen Erfolg feiern.

### KNL-Zeit (2003–2005)
Der Verein trat Anfang 2003 in die Neugegründete Korea National League ein und zog nach Icheon, um eine Heimspielstätte zu besitzen. Für diese Zeit ging der Verein mit der Stadt ein Kooperationsabkommen ein. Trainer während dieser Zeit war Lee Kang-jo.
Die erste Spielzeit der KNL, wurde in einer Hin- und Rückrundenserie ausgetragen. In der Hinrundenserie erreichte man einen guten 4. Platz. Die Rückrundenserie konnte der Verein überraschend gewinnen, weshalb sie sich für das anschließende Meisterschaftsfinale qualifizierten. Im Finale empfing man die Goyang KB Kookmin Bank FC. Das Hinspiel ging mit 2:3 verloren, das Rückspiel endete 2:2. Der Verein verpasste somit denkbar knapp die Liga-Meisterschaft. In der darauffolgenden Spielzeit, konnte der Verein an seine Vorjahresleistung nicht anknüpfen. Die Hinrundeserie beendeten sie auf Platz 3, während man die Rückrundeserie auf einen enttäuschenden 6. Platz beenden musste. Der Verein konnte sich somit nicht für das Liga-Meisterschaftsfinale qualifizieren. In der darauffolgenden Spielzeit beendete man die Hinrundenserie auf einen enttäuschenden 6. Platz erneut. Die Rückrundeserie verlief mit einem 2. Platz deutlich besser, dennoch verpassten sie mit 3 Punkten Rückstand knapp das Liga-Meisterschaftsfinale. Ende 2005 wurde entschieden, dass Icheon Sangmu FC aufgelöst wird und die Mannschaft in Gwangju Sangmu Bulsajo FC integriert wird.

### Historie-Übersicht
| Saison | Liga                  | Kl. | Vereine | Spiele | Pl. | S | U | N | Tore  | Pkt. | KFA Cup                     | KNL-Meisterschaft  | KNL-Ligapokal     | Trainer     |
| 2003   | Korea National League | 2   | 10      | 9      | 4.  | 4 | 2 | 3 | 15:13 | 14   | nicht teilnahmeberechtigt 1 | Finalist           | Nicht ausgetragen | Lee Kang-jo |
| 2003   | Korea National League | 2   | 10      | 9      | 1.  | 5 | 4 | 0 | 18:9  | 19   | nicht teilnahmeberechtigt 1 | Finalist           | Nicht ausgetragen | Lee Kang-jo |
| 2003   | Korea National League | 2   | 2       | 2      | 2.  | 0 | 1 | 1 | 4:5   | -    | nicht teilnahmeberechtigt 1 | Finalist           | Nicht ausgetragen | Lee Kang-jo |
| 2004   | Korea National League | 2   | 10      | 9      | 3.  | 6 | 1 | 2 | 12:9  | 19   | nicht teilnahmeberechtigt 1 | Nicht Qualifiziert | Gruppenphase      | Lee Kang-jo |
| 2004   | Korea National League | 2   | 10      | 9      | 6.  | 2 | 4 | 3 | 11:12 | 10   | nicht teilnahmeberechtigt 1 | Nicht Qualifiziert | Gruppenphase      | Lee Kang-jo |
| 2005   | Korea National League | 2   | 11      | 10     | 6.  | 4 | 4 | 3 | 11:8  | 15   | nicht teilnahmeberechtigt 1 | Nicht Qualifiziert | Halbfinale        | Lee Kang-jo |
| 2005   | Korea National League | 2   | 11      | 10     | 2.  | 5 | 3 | 2 | 11:6  | 18   | nicht teilnahmeberechtigt 1 | Nicht Qualifiziert | Halbfinale        | Lee Kang-jo |

## Stadion
| Stadion | Name           | Eigentümer             | Eröffnung | Nutzungszeitraum | Nutzungszeitraum |
| Stadion | Name           | Eigentümer             | Eröffnung | Von              | Bis              |
| ------- | -------------- | ---------------------- | --------- | ---------------- | ---------------- |
|         | Icheon-Stadion | Stadtverwaltung Icheon | 2001      | 2003             | 2005             |